# エスタディオ・デニス・マルティネス
エスタディオ・デニス・マルティネス（Estadio Dennis Martínez）は、ニカラグアの首都マナグアにある国立スタジアム。2022年からエスタディオ・ナシオナル・ソベラニア（Estadio Nacional Soberanía）へ名称変更されている。主に野球、サッカー、闘牛に使用されている。収容人数は30,100人と発表されているが、これは座席だけではなく立ち見用スペースも含めた数字の可能性もある。スタジアム名には、ニカラグア出身の元メジャーリーガーで、ラテンアメリカ出身投手では史上最多の通算245勝を挙げたデニス・マルティネスの名を冠した。
野球場としては、リーガ・ニカラグエンセ・デ・ベイスボル・プロフェシオナルのインディオス・デル・ボーエルが本拠地にしている。フィールドの広さは、両翼330フィート（約100.6メートル）、中堅400フィート（約121.9メートル）。

## 参考資料
- Andrew G. Clem, "Estadio Dennis Martinez", Clem's Baseball